# ISO 3166-2:AL
ISO 3166-2:AL è uno standard definito dall'Organizzazione internazionale per la normazione che definisce i codici delle principali suddivisioni dell'Albania ed è un sottoinsieme dell'ISO 3166-2. 
Fino al 2015 ciascuno dei 36 distretti albanesi possedeva un proprio codice ufficiale mentre le 20 prefetture (o province) in cui erano raggruppati non ne avevano alcuno. Dopo la riforma amministrativa, che ha visto l'abolizione dei distretti, alle 12 prefetture rimaste sono stati assegnati nuovi codici.

## Lista dei codici
| Codice | Prefetture   |
| ------ | ------------ |
| AL-01  | Berat        |
| AL-09  | Dibër        |
| AL-02  | Durazzo      |
| AL-03  | Elbasan      |
| AL-04  | Fier         |
| AL-05  | Argirocastro |
| AL-06  | Coriza       |
| AL-07  | Kukës        |
| AL-08  | Alessio      |
| AL-11  | Tirana       |
| AL-12  | Valona       |

## Codici non più in uso
| Codice | Distretto      |
| ------ | -------------- |
| AL-BR  | Berat          |
| AL-BU  | Bulqizë        |
| AL-DI  | Dibër          |
| AL-DL  | Delvina        |
| AL-DR  | Durazzo        |
| AL-DV  | Devoll         |
| AL-EL  | Elbasan        |
| AL-ER  | Kolonjë        |
| AL-FR  | Fier           |
| AL-GJ  | Argirocastro   |
| AL-GR  | Gramsh         |
| AL-HA  | Has            |
| AL-KA  | Kavajë         |
| AL-KB  | Kurbin         |
| AL-KC  | Kuçovë         |
| AL-KO  | Coriza         |
| AL-KR  | Croia          |
| AL-KU  | Kukës          |
| AL-LB  | Librazhd       |
| AL-LE  | Alessio        |
| AL-LU  | Lushnjë        |
| AL-MK  | Mallakastër    |
| AL-MM  | Malësi e Madhe |
| AL-MR  | Mirdizia       |
| AL-MT  | Mat            |
| AL-PG  | Pogradec       |
| AL-PQ  | Peqin          |
| AL-PR  | Përmet         |
| AL-PU  | Pukë           |
| AL-SH  | Scutari        |
| AL-SK  | Skrapar        |
| AL-SR  | Saranda        |
| AL-TE  | Tepelenë       |
| AL-TP  | Tropojë        |
| AL-TR  | Tirana         |
| AL-VL  | Valona         |

## Newsletter
- ISO 3166-2:2002-05-21
- ISO 3166-2:2004-03-08